# Martyn Irvine
Martyn Irvine (ur. 6 czerwca 1985 w Newtownards w Irlandii Północnej) – irlandzki kolarz torowy i szosowy, trzykrotny medalista mistrzostw świata i brązowy medalista mistrzostw Europy w kolarstwie torowym, zawodnik grupy UCI Professional Continental Teams UnitedHealthcare.

## Kariera
Pierwszy międzynarodowy sukces w karierze Martyn Irvine osiągnął w 2010 roku, kiedy wspólnie z kolegami z reprezentacji zdobył brązowy medal w drużynowym wyścigu na dochodzenie podczas igrzysk Wspólnoty Narodów w Nowym Delhi. W 2012 roku wystąpił na igrzyskach olimpijskich w Londynie, gdzie rywalizację w omnium zakończył na trzynastej pozycji. Na rozgrywanych rok później torowych mistrzostwach świata w Mińsku zdobył dwa medale. W indywidualnym wyścigu na dochodzenie zajął drugie miejsce za Australijczykiem Michaelem Hepburnem, a przed Szwajcarem Stefanem Küngiem. Ponadto zwyciężył w scratchu, bezpośrednio wyprzedzając Austriaka Andreasa Müllera i Luke’a Davisona z Australii. Został tym samym pierwszym od ponad stu lat irlandzkim kolarzem, który zdobył tytuł mistrza świata. Poprzednim był Harry Reynolds, który na mistrzostwach świata w Kopenhadze w 1896 roku był najlepszy w sprincie. Irvine startuje także w wyścigach szosowych, jest między innymi mistrzem Irlandii z 2011 roku. Kolejny medal wywalczył podczas mistrzostw świata w Cali w 2014 roku, gdzie był drugi w scratchu, przegrywając tylko z Rosjaninem Iwanem Kowalowem.

## Najważniejsze osiągnięcia

### tor
- 2010
  -  1. miejsce w mistrzostwach Irlandii (wyścig ind. na dochodzenie)
  -  1. miejsce w mistrzostwach Irlandii (1 km ze startu zatrzymanego)
- 2011
  -  1. miejsce w mistrzostwach Irlandii (wyścig ind. na dochodzenie)
  -  1. miejsce w mistrzostwach Irlandii (scratch)
  -  1. miejsce w mistrzostwach Irlandii (1 km ze startu zatrzymanego)
- 2013
  -  1. miejsce w mistrzostwach świata (scratch)
  -  2. miejsce w mistrzostwach świata (wyścig ind. na dochodzenie)

### szosa
- 2009
  - 1. miejsce w Tour of the North
  - 2. miejsce w mistrzostwach Irlandii (jazda ind. na czas)
  - 3. miejsce w mistrzostwach Irlandii (criterium)
- 2010
  -  1. miejsce w mistrzostwach Irlandii (criterium)
  - 2. miejsce w mistrzostwach Irlandii (jazda ind. na czas)
- 2011
  -  1. miejsce w mistrzostwach Irlandii (criterium)
  - 1. miejsce na 7. etapie Rás Tailteann
- 2012
  - 2. miejsce w mistrzostwach Irlandii (jazda ind. na czas)